# Karel Kolčava
Karel Kolčava, též Carolus Kolczawa či Karl Kolczawa (13. dubna 1656 Praha – 30. července 1717 Kutná Hora), byl český dramatik a jezuitský katecheta z období baroka. Svá díla psal latinsky.

## Životopis
V roce 1673 se stal příslušníkem jezuitského řádu. Vystudoval filozofii (1676–78) a teologii (1684–87) na univerzitě v Olomouci. Poté se živil jako učitel, nejprve na pražské novoměstské koleji, později též na mnoha dalších místech – v Klatovech, Březnici, Opavě, Kutné Hoře, Jindřichově Hradci, Olomouci, Jičíně a ve Znojmě.
Jeho dílo dramatické obsahuje 23 her, převážně tragédií – obvykle je za ně označováno 17 Kolčavových dramat. Dle jezuitské tradice jsou jeho hry členěny na čtyři části – protazi, epitazi, katastazi a katastrofu. Většinou se odehrávají na královském dvoře, v jedné je hlavním hrdinou sv. Václav, v jiné světec Thomas More apod. Hojně se, dle barokního zvyku, vyskytují postavy alegorické (Amor apod.), andělé či postavy z antické mytologie. Typickým pro Kolčavu jsou rovněž vraždy, popravy a jiné drastické scény odehrávající se na jevišti. Původně byly hry zřejmě určeny k výuce, ovšem není doloženo, že by byly inscenovány za Kolčavova života. Všechny ovšem vyšly za jeho života tiskem (v šestisvazkovém souboru Exercitationes dramaticae), což nebylo v jeho době obvyklé.
Ve sbírce fiktivních dopisů Epistulae familiares in usum iuventutis conscriptae vyjádřil i své teatrologické názory. Zdůraznil v nich výchovný a psychologický účinek divadla (např. divadlo jako nástroj ke zbavení se studu).